# Platja de Calafat
La platja de Calafat, o cala Calafat, és una platja artificial del municipi de l'Ametlla de Mar (Baix Ebre), situada a la urbanització Calafat, a llevant del Port de Calafat, limitada per dos espigons. Té una longitud de 131 metres i una amplada mitjana de 36 metres, formada per sorra fina, amb una duna en rampa al rereplatja. Disposa de dutxes, lavabos, aparcament pròxim, senyalització i zones de restauració.